# فيديريكا ديل بوونو
فيديريكا ديل بوونو (ولدت في 12 ديسمبر 1994) هي عداءة إيطالية للمسافات المتوسطة تتنافس بشكل أساسي في سباقات المضمار. كانت صاحبة الميدالية البرونزية في سباق 1500 متر في بطولة أوروبا لألعاب القوى داخل الصالات المغلقة في عام 2015.
والداها جياني ديل بوونو وروسيلا غرامولا وهما أيضًا عداءين للمسافات المتوسطة.

## نشأتها
ولدت ديل بونو في فيتشنزا، وبدأت التدريب مع والدتها كمدربة وأصبحت عضوًا في نادي مجموعة فورستال الرياضية الرياضي. في وقت مبكر من حياتها، كان اهتمامها بالرقص أكثر، لكنها بدأت في المشاركة في ألعاب القوى بجدية حوالي عام 2011. سرعان ما برزت على المستوى الوطني وتنافست في تصفيات 1500 متر في بطولة العالم  لألعاب القوى للناشئين عام 2012. كما ركضت ديل بونو أكثر من 4 كم في بطولة أوروبا للعدو الريفي عام 2012، واحتلت المركز الأربعين بشكل عام.